# Мелиса Макарти
Мелиса Ен Макарти (енгл. Melissa Ann McCarthy) је америчка филмска и телевизијска глумица, комичарка, сценаристкиња и продуцент, рођена 26. августа 1970. године у Илиноису. Номинована је за Оскара за најбољу споредну глумицу за улогу у филму Деверуше. Макарти је позната и по улози Суки у ТВ–серији Гилморове. Рођака јој је глумица Џени Макарти.

## Филмографија
| Улоге Мелиса Макарти |                         |               |                        | |
| Година               | Српски назив            | Изворни назив | Улога                  | Напомена |
| 2000.                | Чарлијеви анђели        |               | Дорис                  | |
| 2000.                | Ко је убио Мону         |               | Ширли                  | |
| 2002.                | Бели олеандер           |               |                        | |
| 2011.                | Деверуше                |               | Меган                  | номинована — Оскар за најбољу споредну глумицу номинована — Награда BAFTA за најбољу глумицу у споредној улози номинована — Златни глобус за најбољу споредну глумицу у играном филму номинована — Награда Удружења филмских глумаца за најбољу глумицу у споредној улози номинована — Награда филмске критике за најбољу споредну глумицу |
| 2018.                | Живот је журка          |               | Дијана Мајлс           | |
| 2018.                | Можете ли ми опростити? |               | Ли Израел              | номинована — Оскар за најбољу глумицу у главној улози |
| 2021.                | Громовнице              |               | Лидија Берман / Палица | |
| 2022.                | Тор: Љубав и гром       |               | Хела глумица           | |
| 2023.                | Мала сирена             |               | Урсула                 | |